# Улица Плахотного
Улица Плахотного (бывшая Ла́герная улица) — улица Ленинского района Новосибирска. Проходит с востока на запад. Нумерация домов идёт справа налево. На улице расположены 175 домов.

## Название
14 марта 1962 года Лагерная улица была переименована в честь Николая Плахотного, капитана артиллерии и Героя Советского Союза.

## Расположение
Улица Плахотного начинается от улицы Римского-Корсакова, пересекает улицу Связистов и упирается в улицу Танкистов.

## Организации, расположенные на Улице Плахотного
Самые заметные организации:
- Ленинский рынок
- Сибирская государственная геодезическая академия
- Новосибирский областной онкологический диспансер

## Транспорт
По улице Плахотного не проходят маршруты общественного транспорта.